# Condong Campur
Condong Campur is een bestuurslaag in het regentschap Banjarnegara van de provincie Midden-Java, Indonesië. Condong Campur telt 2657 inwoners (volkstelling 2010).